# Acer miaoshanicum
Acer miaoshanicum é uma espécie de árvore do gênero Acer, pertencente à família Aceraceae.